# 保田町
保田町（ほたまち）は、千葉県安房郡（平郡）にかつて存在した町である。
現在の安房郡鋸南町の北部に位置している。現在の内房線保田駅は、現在では特急さざなみの定期列車が全列車停車する主要駅である。合併後に旧本郷村の大字名を保田に改めたほか、鋸南町立保田小学校などにその名をとどめる。

## 沿革

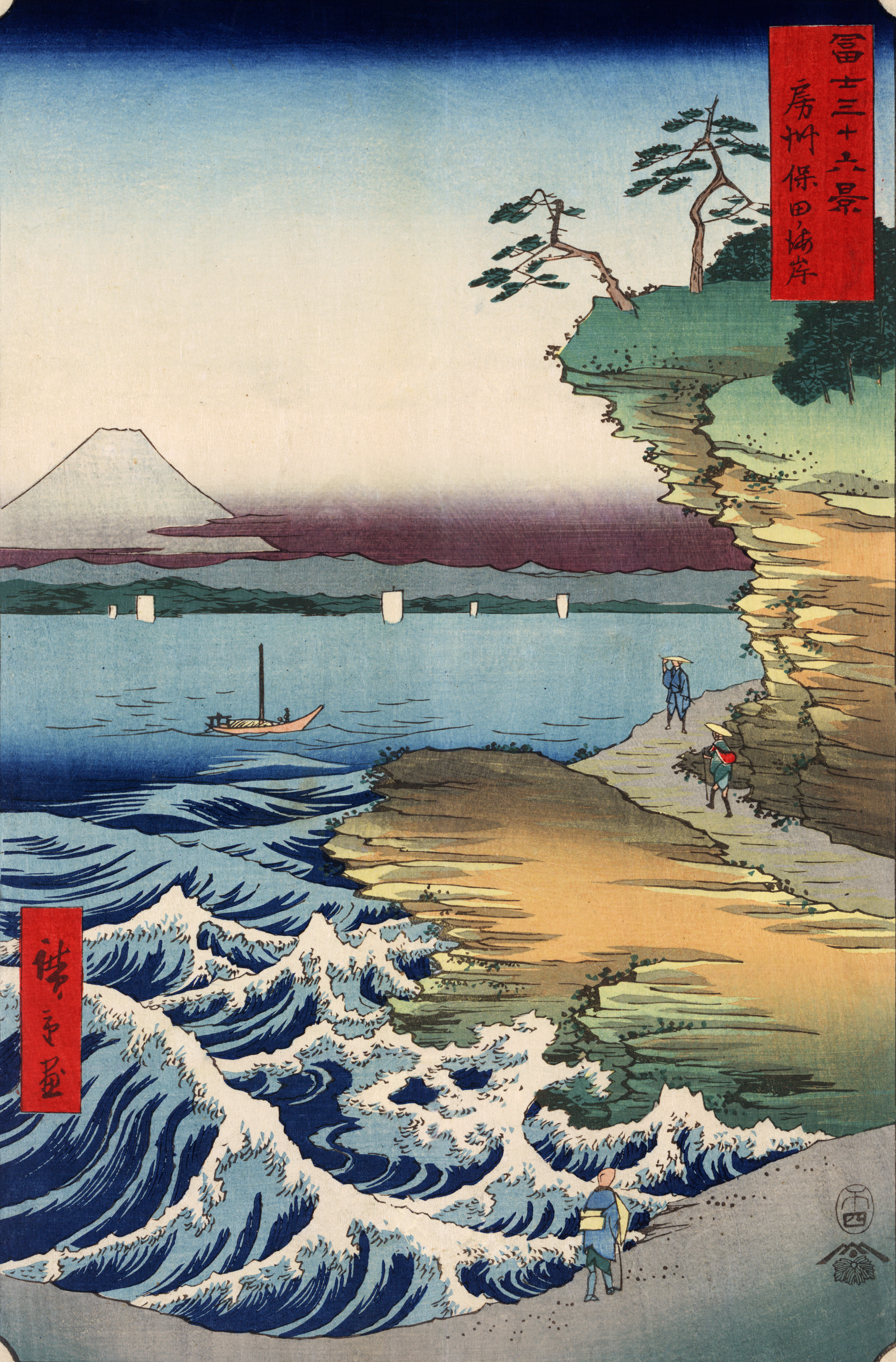
歌川広重「冨士三十六景 房州保田海岸」

- 1889年（明治22年）4月1日 - 町村制の施行により吉浜村、大帷子村、大六村、本郷村、元名村、江月村、小保田村、市井原村、横根村が合併し、平郡保田村が成立。
- 1897年（明治30年）
  - 1月27日 - 町制を施行し保田町となる。
  - 4月1日 - 平郡が安房郡に編入。
- 1917年（大正6年）8月1日 - 木更津線（現内房線）浜金谷駅 - 安房勝山駅間の延伸開業にともない保田駅が開業。
- 1959年（昭和34年）3月30日 - 勝山町と合併し鋸南町を新設。同日保田町廃止。

## 交通

### 鉄道
- 国鉄（現JR東日本）
  - 房総西線（現内房線） - 保田駅

### 道路
- 国道127号

## 電気
保田町に電燈会社があった。1911年（明治44年）6月才賀藤吉が房総電気を設立。7月事業許可を受けた。保田町大帷子字天王川に保田発電所（瓦斯力）を建設。1914年（大正3年）3月送電を開始し送電区域は保田町、勝山町、岩井村、君津郡金谷村 。